# Симеон Чилибонов
Симеон Илиев Чилибонов е бивш футболист, играл е като полузащитник и нападател. Юноша на Поморие.

## Кариера
Играл е за Нефтохимик (1985 – 1987 и 2000), вкарва 36 гола, Черноморец (1987-1992), Добруджа (1992/ес. и 1993/ес.), Шумен (1993/пр.), Славия (1994, 1997 – 1998), Камено (2000), Слънчев бряг (2001), в Кипър, Ванспор (Турция) и Германия. Носител на купата на страната през 1995 г. с отбора на Локомотив (София). Вицешампион през 1995 и бронзов медалист през 1996 г. С отбора на Черноморец е финалист за купата на страната през 1989 г. В евротурнирите има 7 мача и 2 гола (3 мача с 1 гол за Локомотив и 2 мача за Черноморец в КНК и 2 мача с 1 гол за Локомотив в турнира за купата на УЕФА). За националния отбор е изиграл 2 мача. Има общо 86 гола в A група и 61 гола в Б група. Селекционер на Черноморец 919 за сезон 2005 – 2006.

## Статистика по сезони
- Нефтохимик – 1983 – 1986 – Б група, 104/32
- Черноморец – 1986/87 – А група, 27/5
- Черноморец – 1987/88 – А група, 28/2
- Черноморец - 1988/89 - Б група, 35/17
- Черноморец - 1989/90 - А група, 29/7
- Черноморец - 1990/91 - А група, 26/1
- Любек - 1991/92 - 4. лига (Verbandsliga), 20/8
- Добруджа - 1992/ec. - А група, 9/3
- Шумен - 1993/пр. - Б група, 6/2
- Добруджа - 1993/ес. - А група, 14/9
- Славия - 1994/пр. - А група, 12/4
- Славия - 1994/ес. - А група, 12/5
- Локомотив (Сф) - 1995/пр. - А група, 5/1
- Локомотив (Сф) - 1995/96 - А група, 27/12
- Локомотив (Сф) - 1996/97 - А група, 13/3
- Ванспор - 1997/ес. - Турска Суперлига, 4/1
- Славия - 1997/98 - А група, 18/5
- Славия - 1998/ес. - А група, 12/4
- Локомотив (Сф) - 1999/пр. - А група, 10/2
- Локомотив (Сф) - 1999/ес. - А група, 4/1
- Нефтохимик - 2000/пр. - А група, 8/1
- Камено - 2000/ес. - В група, 12/5
- Слънчев бряг - 2001/пр. - Б група, 11/2